# 房峰辉
房峰辉（1951年4月—），原名马咸阳，陕西省旬邑县赤道乡人，中国人民解放军上将。中国共产党第十七届、十八届中央委员会委员，中央军委委员，第十一届全国人民代表大会代表。1998年晋升少将军衔，2005年7月晋升中将军衔，2010年7月19日晋升上将军衔。
2018年因为腐败案被中央军委开除军籍、取消上将军衔，随后被中共中央开除党籍，最终被军事法院判处无期徒刑。

## 生平

### 家世及早年经历
据《人民日报》旗下《环球人物》杂志报道，房峰辉生父马国选，是旬邑县人，母亲房林江也是旬邑人。马国选曾经担任第一野战军西北军区干部队预备役科科长，武汉军区武昌高级军械技术学校干部处副处长，湖北省人事局科长、省文化局党委书记等职。房峰辉原名马咸阳，父亲于1960年12月去世后，母亲带着他改嫁至彬县东街村，并且跟母亲姓“房”，名字也改为“峰辉”。
1968年2月，房峰辉参加中国人民解放军。1975年12月加入中国共产党。中国人民解放军国防大学国防研究系战略指挥专业毕业。房開始在新疆军区下辖部队任职多年，历任排长，团、师、军司令部作训参谋，军党委秘书，师司令部作训科长，团参谋长，团长，师参谋长，新疆军区副参谋长。后调兰州军区下辖的陆军第二十一集团军，历任陆军第二十一集团军副军长、军长。知情人士透露，房峰辉在地方部队担任一个师的参谋长时，为给所在部队争取更多粮食配给行贿地方粮食局的局长。他给局长送了一件军大衣，走后局长发现大衣兜里有500元，而500元在当时已是该粮食局长半年的工资。
2003年12月，调任广州军区参谋长；并在两个月后，出任中共广州军区党委常委。2007年7月，调升北京军区司令员，是当时中国人民解放军七大军区中年龄最小的司令员。曾在2009年国庆阅兵中担任总指挥，陪同时任中共中央总书记兼中央军委主席胡锦涛检阅部队。在北京軍區任司令員時，房峰辉被指大发横财，卖出不少军产地皮，其中292医院的地皮就卖出47亿。此外，房峰辉在北京嫌小灶饭菜不可口，特地派2名厨师去广州学习3个月。

### 首任联合参谋长
2012年10月，在中共十八大召开前夕，房峰辉接替陈炳德出任中国人民解放军总参谋长，并循例进入中央军事委员会任委员，成为首位直升总参谋长的北京军区司令员。2015年11月，任新成立的中央军委联合参谋部首任参谋长。2017年8月，卸任中央军委联合参谋部参谋长。

## 落马
2017年8月21日，房峰辉以中央军委联合参谋部参谋长的身份在八一大楼会见泰国武装部队最高司令素拉蓬·苏万纳特，这是他最后一次公开露面。仅隔数天，8月26日下午，官方报道中央军委联合参谋部参谋长李作成在塔吉克斯坦首都杜尚别会见参加第二届“阿中巴塔”四国军队反恐合作协调机制高级领导人会议的巴基斯坦陆军参谋长巴杰瓦，表明房峰辉已经被换下，但去向未明。此后，有关传闻就一直不断。9月6日，解放军和武警部队公布的中共十九大代表名单里没有出现房峰辉和张阳的名字，基本上宣告二人无缘下届中央军委人选。直到2018年1月9日，官方正式公布房峰辉因涉嫌违纪被调查，距离他上次公开露面已经141天。
2018年1月9日，中央军事委员会委员房峰辉因涉嫌行贿、受贿犯罪，被移送军事检察机关。房峰辉的落马据信与中央军委前副主席郭伯雄有关。10日，《解放军报》发表评论文章《坚决拥护党中央对房峰辉处理决定》，强调坚决拥护中央正确决定，严厉批评房峰辉，指对他进行依法处理，是全面彻底肃清郭伯雄和徐才厚流毒的重要组成部分。
2018年10月16日，新华社发布消息，“房峰辉严重违反党的政治纪律和政治规矩、中央八项规定和军委十项规定精神、组织纪律，涉嫌行贿、受贿、巨额财产来源不明犯罪，情节极为严重，数额特别巨大，影响极其恶劣”，“经中央军委研究并报党中央批准，决定给予房峰辉开除党籍处分。军事检察机关对房峰辉案侦查终结，移送审查起诉。”此前，中共中央军委已给予房峰辉开除军籍处分，取消其上将军衔。
2019年2月20日，中国人民解放军军事法院依法對中央軍委聯合參謀部原參謀長房峰輝受賄、行賄、巨額財產來源不明案進行了宣判，認定房峰輝犯受賄罪、行賄罪、巨額財產來源不明罪，數罪並罰，決定執行無期徒刑，剝奪政治權利終身，並處沒收個人全部財產，追繳的贓款贓物上繳國庫。

## 个人生活
《解放军报》报道房峰辉有集邮和无线电两个业余爱好，曾自费订阅《无线电》杂志20多年，后来又增加了《计算机世界》。空闲时，他的乐趣就是钻到微机房，研究开发军事指挥方面的新软件。

## 相关人物
- 郭伯雄：原中共中央政治局委员、中央军委副主席，房峰辉的陕西老乡，曾被房称为“姐夫”[1]。
- 张阳：中央军委原委员，中央军委政治工作部原主任，与房峰辉同时从公众视线中消失，后自缢身亡。